# Ascensión (Argentine)
Pour les articles homonymes, voir Ascensión.
Ascensión est une localité argentine située dans le partido de General Arenales, dans la province de Buenos Aires. Elle est située à 27 km de General Arenales.

## Toponymie
Il existe différentes interprétations concernant la définition du nom donné à cette localité. La première est celui du chercheur Udaondo, qui se réfère au fait miraculeux de l'ascension du Seigneur Jésus : Et Dominus quidem Jesus postquam locutus est assumptus est in caelum et sedet a dextris Dei (Mc. 16:19). Une autre, celle des descendants de la famille Bonorino, fait référence au fait que le nom a été donné par une ancêtre, Doña Ascensión Pineda de Bonorino, qui était l'épouse d'un des premiers colons.

## Démographie
La localité compte 4 321 habitants (Indec, 2010), ce qui représente un déclin de 1,7 % par rapport au recensement précédent de 2001 qui comptait 4 109 habitants.

## Histoire
Le 1er février 1890, le plan du village est approuvé et le 16 juillet, les parcelles sont remises gratuitement. En 1894, un poste de police a été créé. En 1895, la première école a été inaugurée, appelée école no 3. En 1906, le bureau du télégraphe a été inauguré. En 1911, le service ferroviaire a été inauguré, ce qui a entraîné un progrès pour la localité. En septembre 1922, l'école no 6 est créée. En 1986, la localité d'Ascensión est déclarée ville. Le 1er février 1990, les célébrations du centenaire de la ville ont eu lieu.

## Banco Provincia
Succursale de la localité, elle est située sur l'avenue San Martín, l'une des principales artères de la ville, et est équipée d'un distributeur de billets,.

## Religion
| Diocèse  | San Nicolás de los Arroyos |
| -------- | -------------------------- |
| Paroisse | Ascensión del Señor        |